# Paimio
Paimio (Zweeds: Pemar) is een gemeente en stad in het Finse landschap Varsinais-Suomi. De gemeente heeft een landoppervlakte van 238,51 km² en telt 11.138 inwoners (2022).
De stad is bij architectuurliefhebbers bekend, omdat hier in 1928-1929 een sanatorium werd gerealiseerd naar een ontwerp van de bekende Finse architect Alvar Aalto. Het gebouw doet tegenwoordig dienst als ziekenhuis.

## Zustergemeenten
Paimio onderhoudt partnerschappen met Ljungby (Zweden), Zelenogorsk (Rusland), Sovjetski (Rusland), Ås (Noorwegen) en Öckerö (Zweden).

## Geboren in Paimio
- Jussi Sukselainen (1906), politicus
- Mika Ojala (1988), voetballer

Aura · Kaarina · Kimitoön · Koski Tl · Kustavi · Laitila · Lieto · Loimaa · Marttila · Masku · Mynämäki · Naantali · Nousiainen · Oripää · Paimio · Pargas · Pyhäranta · Pöytyä · Raisio · Rusko · Salo · Sauvo · Somero · Taivassalo · Turku · Uusikaupunki · Vehmaa
Voormalige gemeenten:
Alastaro · Angelniemi · Askainen · Dragsfjärd · Halikko · Hitis · Houtskär · Iniö · Kakskerta · Kalanti · Karinainen · Karjala · Karuna · Kimito · Kiikala · Kisko · Korpo · Kuusisto · Kuusjoki · Lemu ·   Loimaan kunta · Lokalathi · Maaria · Mellilä · Merimasku · Metsämaa · Mietoinen · Muurla · Naantalin maalaiskunta · Nagu · Paattinen · Pargas · Pargas landskommun · Perniö · Pertteli · Piikkiö · Pyhämaa · Rymättylä · Särkisalo · Somerniemi · Suomusjärvi · Tarvasjoki · Uskela · Uudenkaupungin maalaiskunta · Vahto · Västanfjärd · Velkua · Yläne